# Franklin (Tennessee)
Franklin é uma cidade localizada no estado norte-americano de Tennessee, no Condado de Williamson.

## Demografia
Segundo o censo norte-americano de 2010, a sua população era de 62 487 habitantes.
Em 2006, foi estimada uma população de 55.870, um aumento de 14028 (33.5%).

## Geografia
De acordo com o United States Census Bureau tem uma área de 78,0 km², dos quais 77,8 km² cobertos por terra e 0,2 km² cobertos por água. Franklin localiza-se a aproximadamente 213 m acima do nível do mar.

## Localidades na vizinhança
O diagrama seguinte representa as localidades num raio de 20 km ao redor de Franklin.

## Filhos e moradores ilustres
- Miley Cyrus, cantora e atriz (Natural de Nashville no Tennessee)
- Luke Benward, ator e cantor.
- Hayley Williams, vocalista da banda Paramore (Natural de Meridian, no Mississipi).
- Zac Farro baterista da banda Paramore (Natural de Voorhees em Nova Jérsei).
- Josh Farro ex-guitarrista da banda Paramore (Natural de Voorhees em Nova Jérsei).
- Jeremy Davis ex-baixista da banda Paramore (Natural de North Little Rock no Arkansas).
- Taylor York guitarrista rítmico da banda Paramore.(Natural de Nashville no Tennessee).
- Clleverton "Keko" Dantas guitarrista e vocalista da banda Escape For Heaven Nashville (Tennessee).
- Sheryl Crow, cantora.
- Ashley Judd, atriz.
- Sara Evans, cantora country.
- TobyMac, rapper cristão, conhecido por seu trabalho com dc Talk.